# Eremaeus tenuisetiger
Eremaeus tenuisetiger är en kvalsterart som beskrevs av Aoki 1970. Eremaeus tenuisetiger ingår i släktet Eremaeus och familjen Eremaeidae. Inga underarter finns listade i Catalogue of Life.